# گائتانو اونگارو
گائتانو اونگارو (انگلیسی: Gaetano Ungaro؛ زادهٔ ۲۱ سپتامبر ۱۹۸۷) بازیکن فوتبال اهل ایتالیا است.
از باشگاه‌هایی که در آن بازی کرده‌است می‌توان به باشگاه فوتبال رجینا، باشگاه فوتبال پروجا، و باشگاه فوتبال کوزنتسا کالچو اشاره کرد.
وی همچنین در تیم‌های ملی فوتبال زیر ۱۸ سال ایتالیا و زیر ۱۹ سال ایتالیا بازی کرده‌است.